# レダと白鳥 (ミケランジェロ)

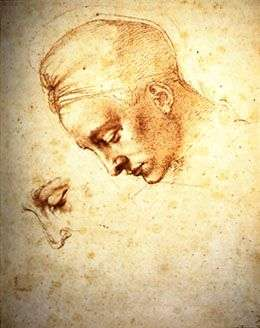
ミケランジェロの『レダと白鳥』の頭部のための素描。描かれているのは徒弟のアントニオ・ミーニ（Antonio Mini）と言われる。1530年頃。カーサ・ブオナローティ所蔵。

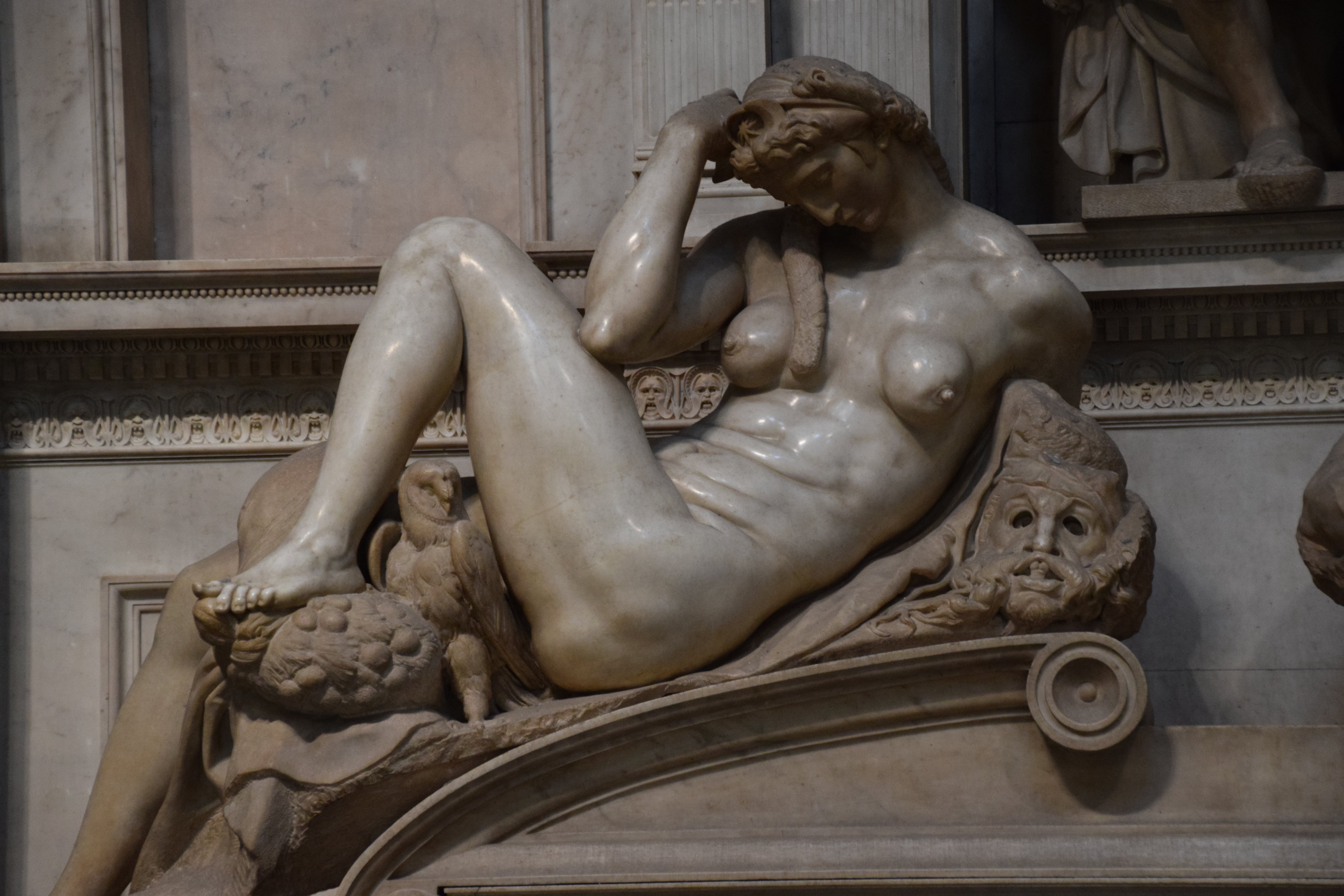
ミケランジェロの彫刻『夜』。1524年-1527年の間 ジュリアーノ・デ・メディチの墓、フィレンツェのサン・ロレンツォ大聖堂所蔵。

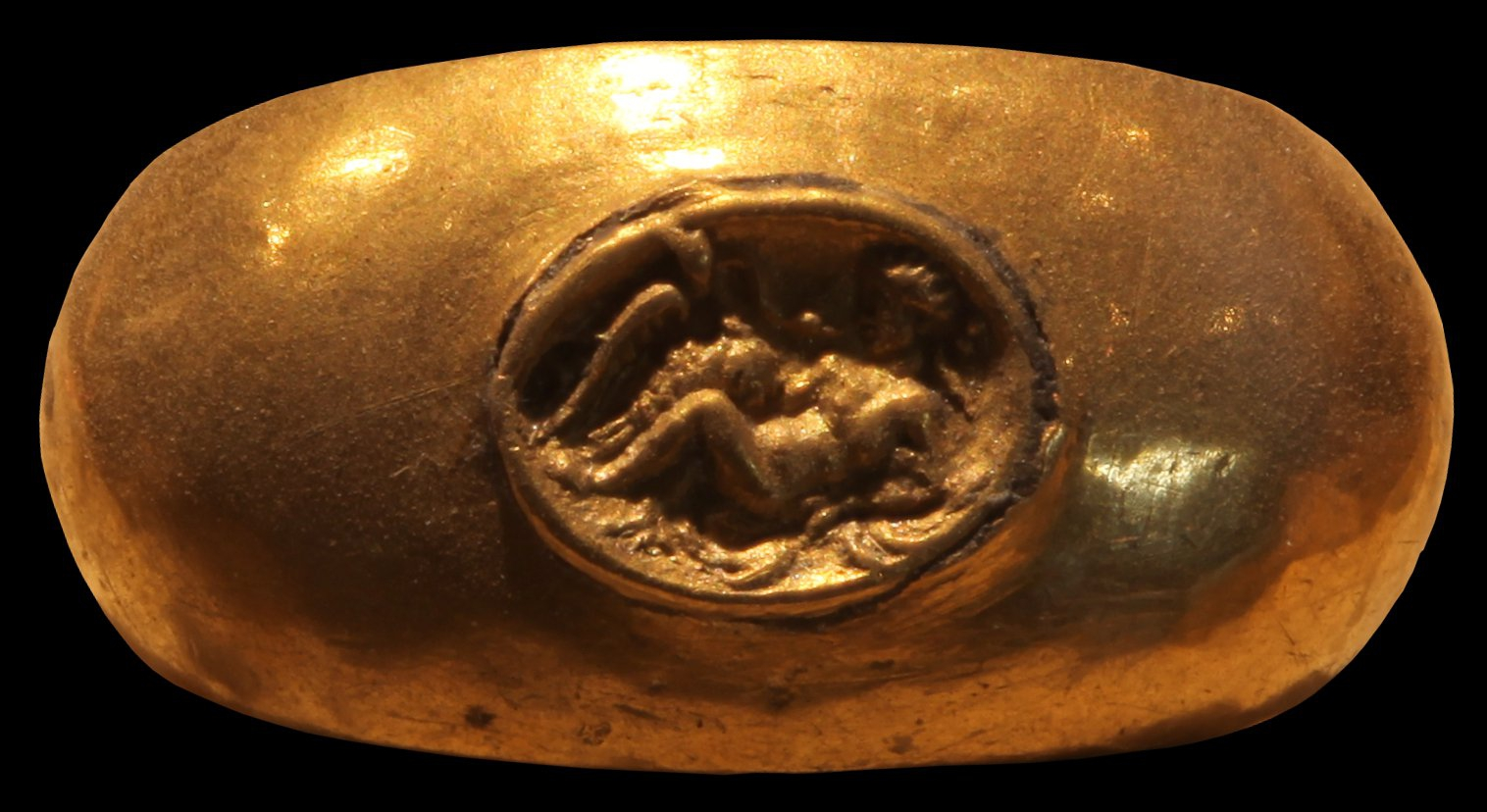
古代ローマの金製の指輪。レダと白鳥の神話が彫刻されている。ローザンヌ、ヴィディローマ博物館所蔵。

『レダと白鳥』（レダとはくちょう、伊: Leda e il cigno, 英: Leda and the Swan）は、盛期ルネサンスのイタリアの巨匠ミケランジェロ・ブオナローティによって1530年から1530年に制作された作品である。テンペラ画。主題はギリシア神話のゼウス（ローマ神話のユピテル）のスパルタ王妃レダへの有名な恋物語から採られている。フェラーラ公アルフォンソ1世・デステの発注で制作されたが、現存はしておらず、フランス王家のフォンテーヌブロー宮殿のコレクションに所属しているうちに、道徳的見地から破棄ないし紛失したと考えられている。現在はミケランジェロ後の逸名の画家（おそらくロッソ・フィオレンティーノ）や、バロック期の巨匠ピーテル・パウル・ルーベンスをはじめとするいくつかの複製の存在によってその姿を知ることができる。

## 主題
ゼウスのレダに対する恋については異なる伝承が伝えられている。それによるとゼウスは白鳥に変身してレダと関係を持ったが、同じ夜にレダは夫のテュンダレオスと同衾した。その結果、レダは両者の子供を身ごもり、ゼウスの子供としてポリュデウケスとヘレネを、テュンダレオスの子供としてカストルとクリュタイムネストラを生んだ。別の伝承によるとヘレネの母は女神ネメシスであり、白鳥に変身したゼウスはガチョウに変身して逃げるネメシスと関係を持った。その後ネメシスは1つの卵を聖林の中で産み落とした。それを羊飼いが発見し、レダに献上したので卵を大事に保管したところ、ヘレネが生まれたという。

## 制作経緯
フェラーラ公アルフォンソ1世・デステは1510年にフランスのルイ12世と同盟を結び、さらにローマ教皇ユリウス2世と敵対する陣営で戦争に勝利したことで教皇と対立を深め、破門された。1512年、アルフォンソ1世・デステはローマに行って教皇と和解し、3日後の7月11日に天井画の完成が近づいていたシスティーナ礼拝堂を訪れる許可を得た。彼は足場を登ってミケランジェロを称賛し、絵画制作の約束を交わした。それから17年後の1529年、ミケランジェロは城塞を研究するためにフェラーラを訪れた。このときアルフォンソ・デステはかつての絵画制作の約束を正式に受けてくれるようミケランジェロを説得した。アルフォンソ・デステはこの数年前に書斎「カメリーノ・ダラバストロ」（Camerino d'Alabastro）の室内装飾の計画に基づくティツィアーノ・ヴェチェッリオの3点の神話画『バッカスとアリアドネ』（Bacco e Arianna）、『ヴィーナスへの奉献』（Omaggio a Venere）、『アンドロス島のバッカス祭』（Baccanale degli Andrii）を受け取っていた。そのためミケランジェロは発注を承諾するにあたって、ティツィアーノと直接競うことを意図した。絵画は1530年10月までに完成したが、アルフォンソ・デステが遣わした無知な使者が絵画を見て「大したものではない」と発言したため、ミケランジェロは激怒して絵画・カルトンのいずれもアルフォンソ・デステに送ることはせず、徒弟のアントニオ・ミーニ（Antonio Mini）に与えた。その後アントニオ・ミーニはそれらを持ってフランスに赴き、1531年から1532年にかけて滞在した。そして1533年にミーニが死去すると、フォンテーヌブロー宮殿のフランソワ1世のコレクションに加わった。その後、絵画がどうなったのかは明らかではない。一説によると、17世紀が終わる頃にフォンテーヌブロー宮殿の監督官であるフランソワ・サブレット・ド・ノワイエによって猥褻さを理由に焼かれたとも、あるいはルイ14世の母アンヌ・ドートリッシュの命で破棄されたとも言われている。

## 絵画
ミケランジェロはスパルタの王妃レダと交合しているゼウスを描いている。ゼウスは白鳥に変身し、クッションにもたれかかって眠っているレダに身体を重ね、その長い首を伸ばしてレダに口づけをしている。レダの頭はぐったりと深くうなだれている。まぶたを閉じ、左腕を背後のクッションに預けている。レダのポーズは古代ローマの石棺のレリーフ彫刻や宝石に由来すると考えられている。ミケランジェロが『レダと白鳥』を制作したのはちょうどフィレンツェでメディチ家礼拝堂の新聖具室の建設に携わっていた時期であり、本作品の模写や印刷物からうかがえるレダのポーズは、1531年に完成したヌムール公ジュリアーノ・デ・メディチの墓所を装飾するミケランジェロの寓意像『夜』（La Notte）を彷彿とさせる。レダの頭部や左腕の傾きの角度は『夜』よりも深い眠りに落ちていることを示している。ミケランジェロはレダの横顔を描くために、徒弟の1人アントニオ・ミーニをモデルに準備素描を行った。当時は男性モデルを女性の図像に用いることは一般的であった。ミケランジェロの構図についてはコルネリス・ボスによる詳細なエングレービングから知ることができる。それによるとレダと白鳥だけでなく、卵から孵化したばかりのポリデュデウケスとカストルも描かれていた。絵画の正確なサイズは不明だが、ミケランジェロの伝記を書いた画家アスカニオ・コンディヴィは非常に大きかったと述べている。

## 影響

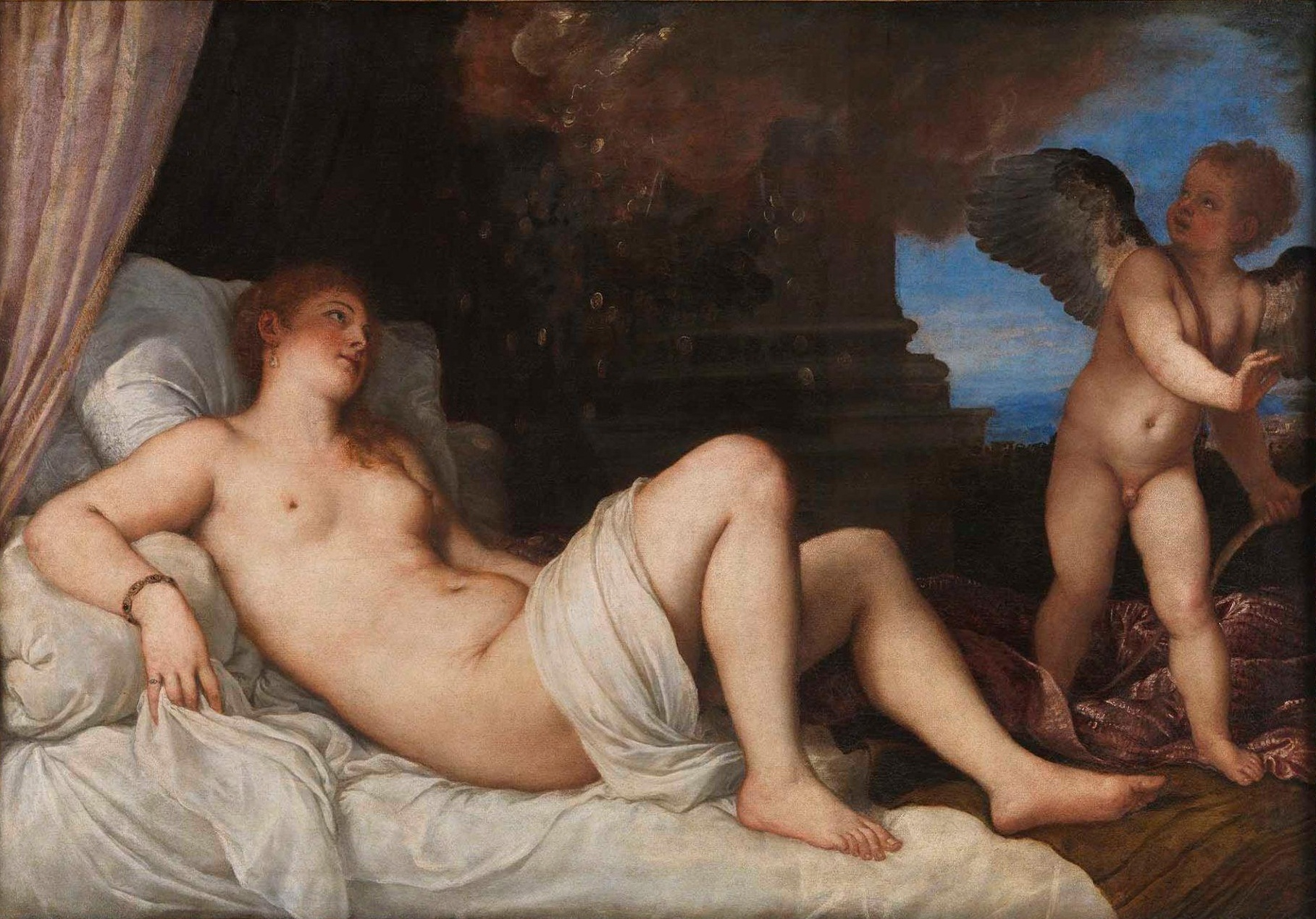
ティツィアーノ・ヴェチェッリオの1544年の絵画『ダナエ』。 国立カポディモンテ美術館所蔵。

『レダと白鳥』は17世紀に失われたにもかかわらず、数多くの模写や印刷物によってその姿が現代に伝えられている。またミケランジェロ後にいくつかの派生作品を生み出すこととなった。たとえばフランソワ1世に招かれたフィレンツェ出身の画家ロッソ・フィオレンティーノはミケランジェロの『レダと白鳥』をもとに絵画を制作したことが知られている。1625年に学者でありパトロンのカッシアーノ・ダル・ポッツォはフォンテーヌブロー宮殿を訪れた際に、ロッソが描いた『レダと白鳥』について言及している。ロンドン・ナショナル・ギャラリーが所蔵する逸名画家の模写はおそらくロッソが描いたものと考えられている。
ルネサンス期の建築家バルトロメオ・アンマナーティは、彫刻家としてミケランジェロのマニエリスム様式を模倣した。アンマナーティは早くも1540年頃に絵画として描かれた『レダと白鳥』を彫刻作品として模倣している。アンマナーティのレダは眠らずに白鳥と戯れている。このウルビーノ公のために制作された作品は現在ではバルジェロ美術館の重要な所蔵品となっている。
ミケランジェロに対する最も重要な反響と考えられているのは、ティツィアーノが制作した『ダナエ』（Danae）である。レダを真横から描いたミケランジェロの作品が硬質で鋭い線（ハードエッジ）のレリーフ彫刻と似ているのに対し、色と光を強調したティツィアーノの『ダナエ』は優しく官能的である。1545年にローマで『ダナエ』を見たミケランジェロは、ティツィアーノの色彩、自然さ、恍惚とさせる力を賞賛したが、デッサン力を批判したと伝えられている。
ルーベンスはイタリアに滞在する間にミケランジェロの作品や古代彫刻を見て模写を行っている。その中にはメディチ家礼拝堂の『夜』や『レダと白鳥』もあった。後にルーベンスは『サムソンとデリラ』（Samson and Delilah）のデリラを描く際にミケランジェロの構図を利用した。ただし類似性は大きいがルーベンスのデリラはより女性らしい繊細な表現を与えられている。18世紀から19世紀のイギリスの画家ウィリアム・エッティは2人の入浴者を追加して『レダと白鳥』の複製を描いた。

## ギャラリー

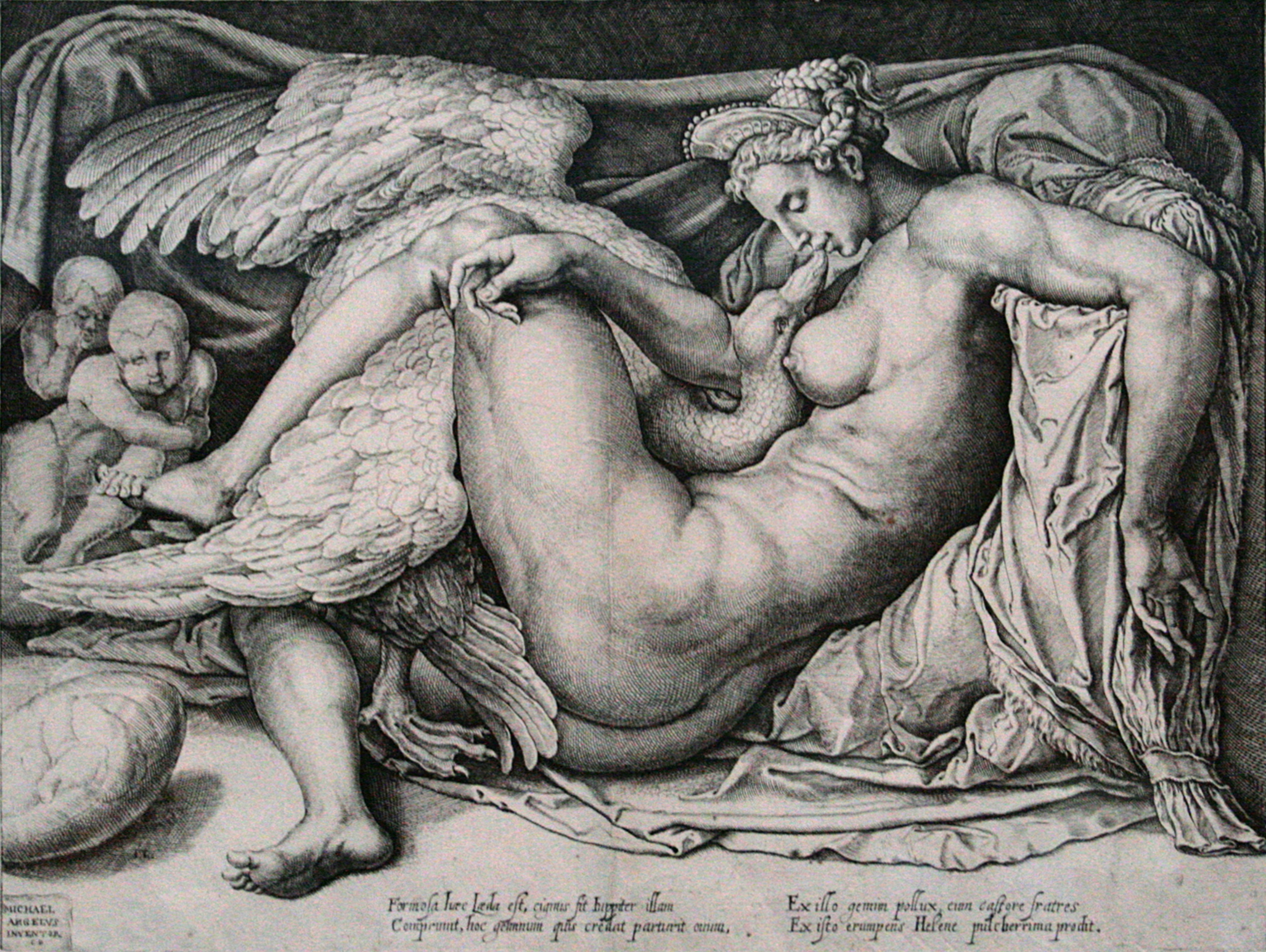
コルネリス・ボスによるエングレービング 1530-1550年頃、大英博物館所蔵
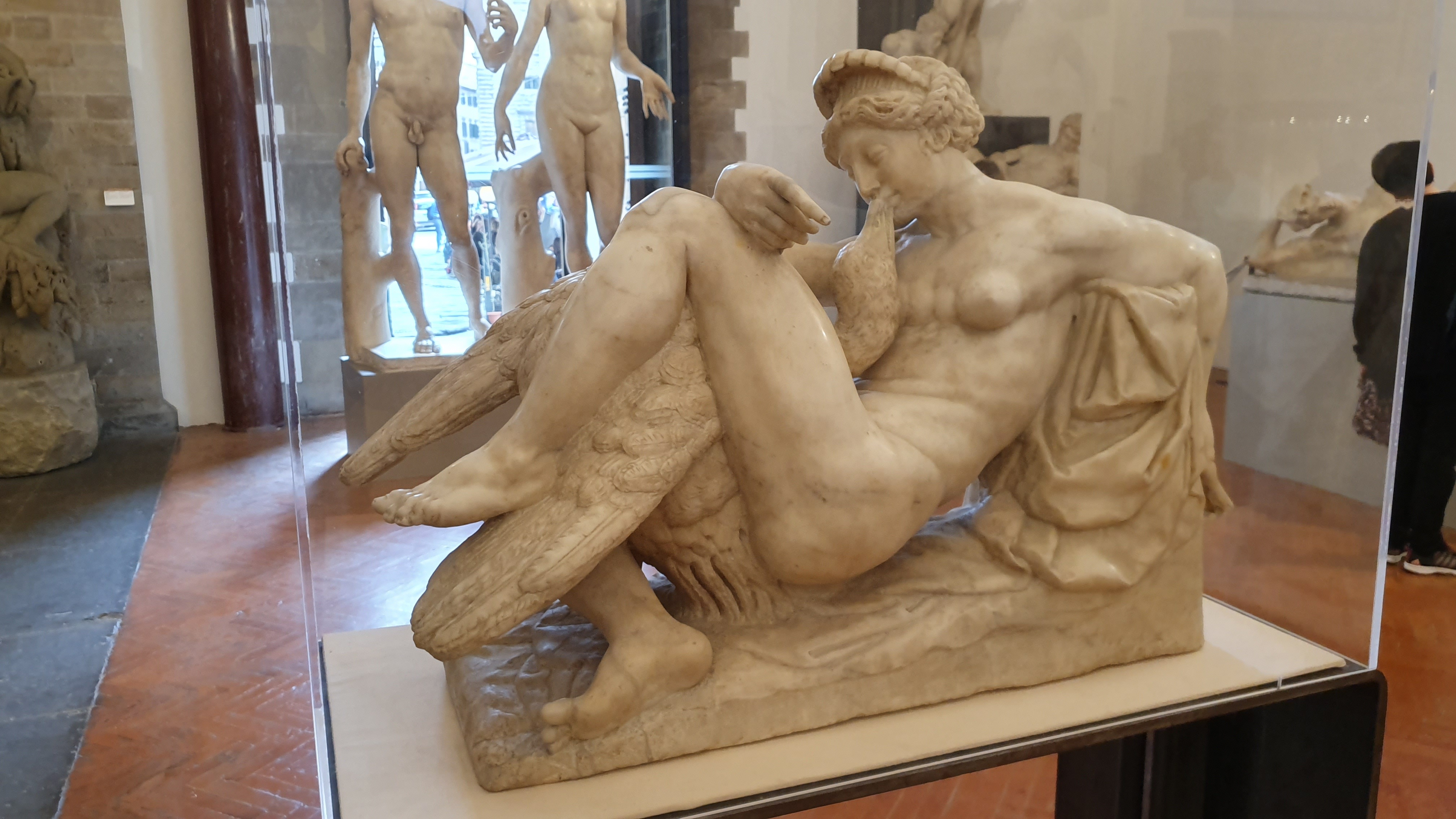
バルトロメオ・アンマナーティ『レダと白鳥』1540年 バルジェロ美術館所蔵
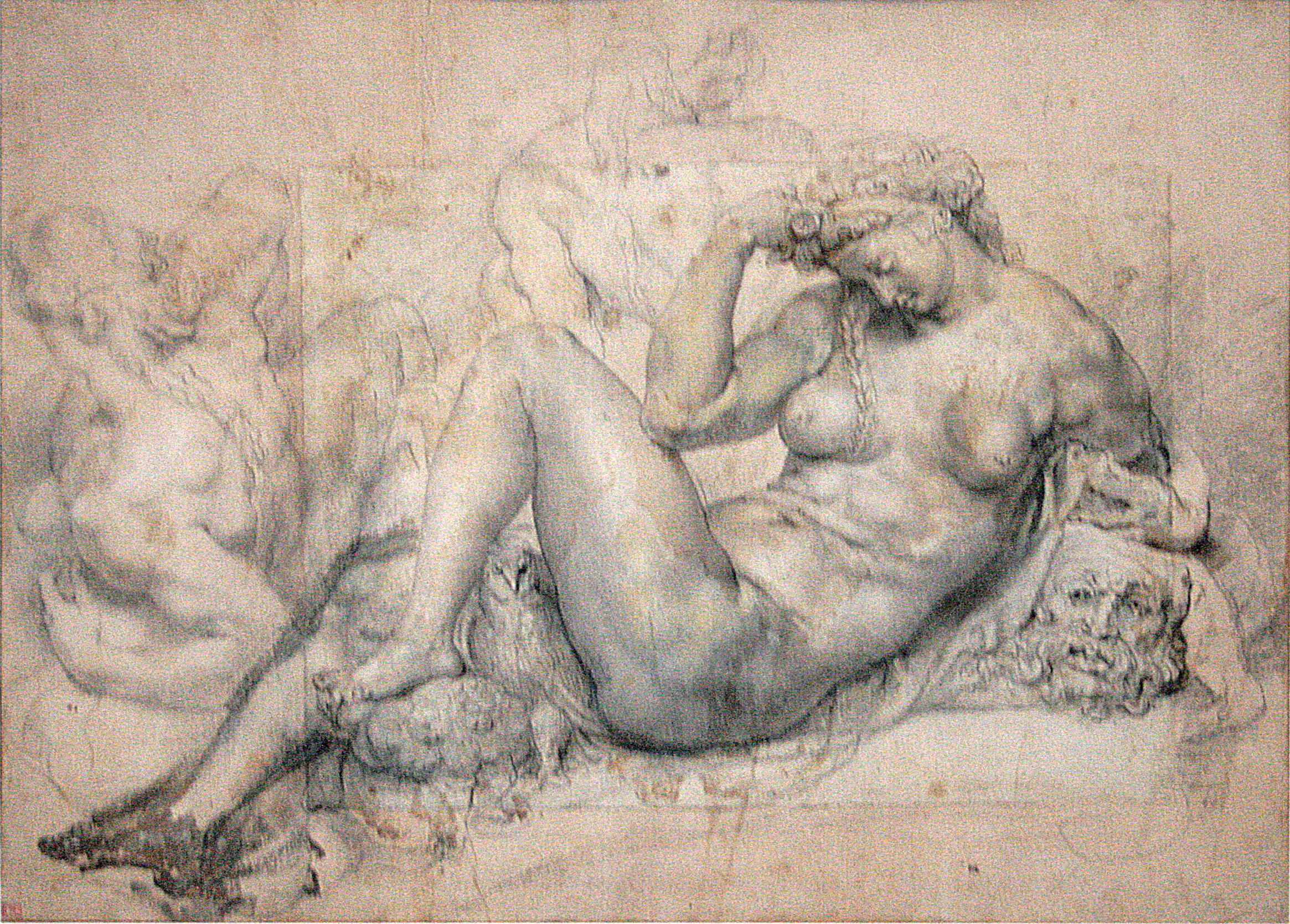
ピーテル・パウル・ルーベンス『夜』の素描 1601年-1603年頃 ルーヴル美術館所蔵
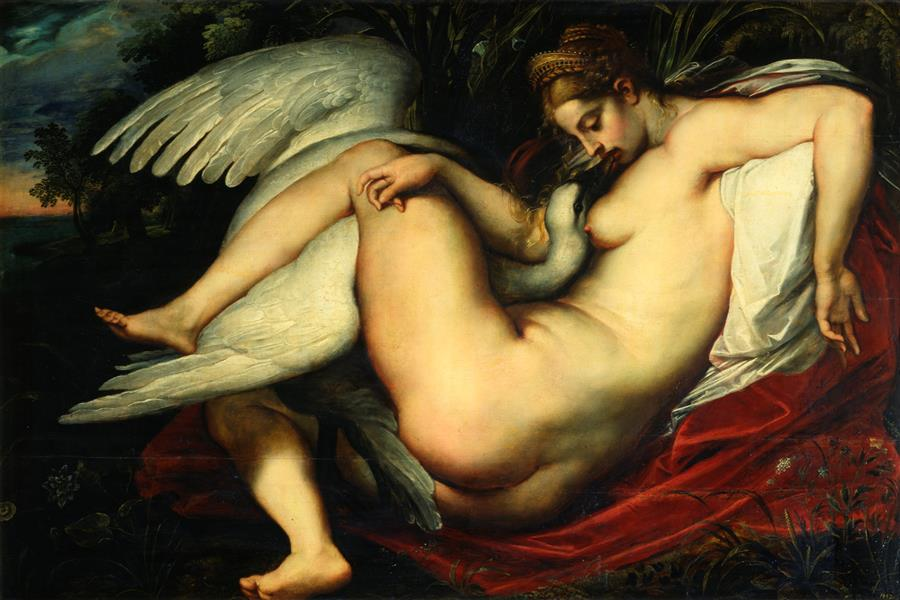
ピーテル・パウル・ルーベンス『レダと白鳥』1597年-1600年頃 アルテ・マイスター絵画館所蔵
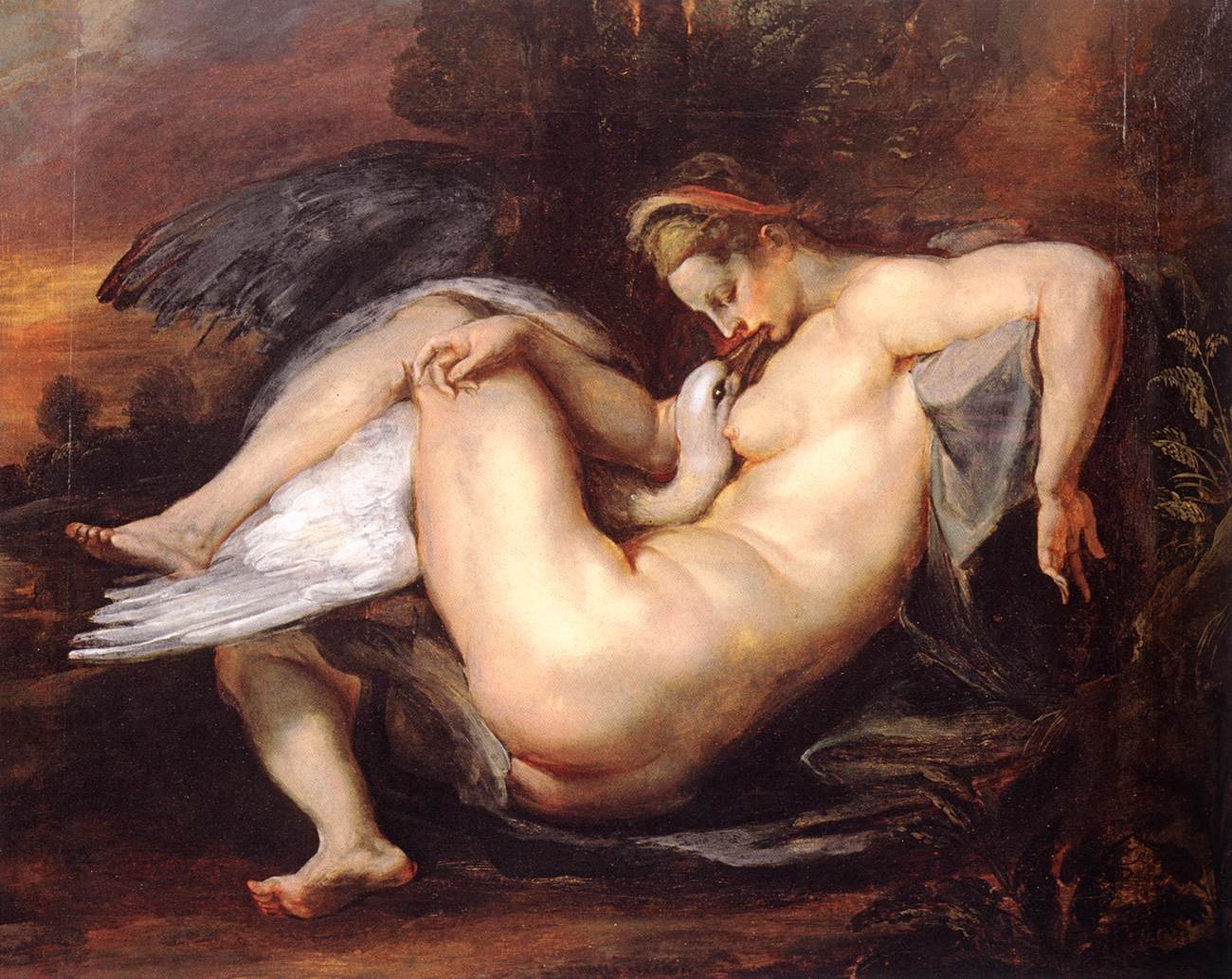
ピーテル・パウル・ルーベンス『レダと白鳥』1601年 ヒューストン美術館所蔵
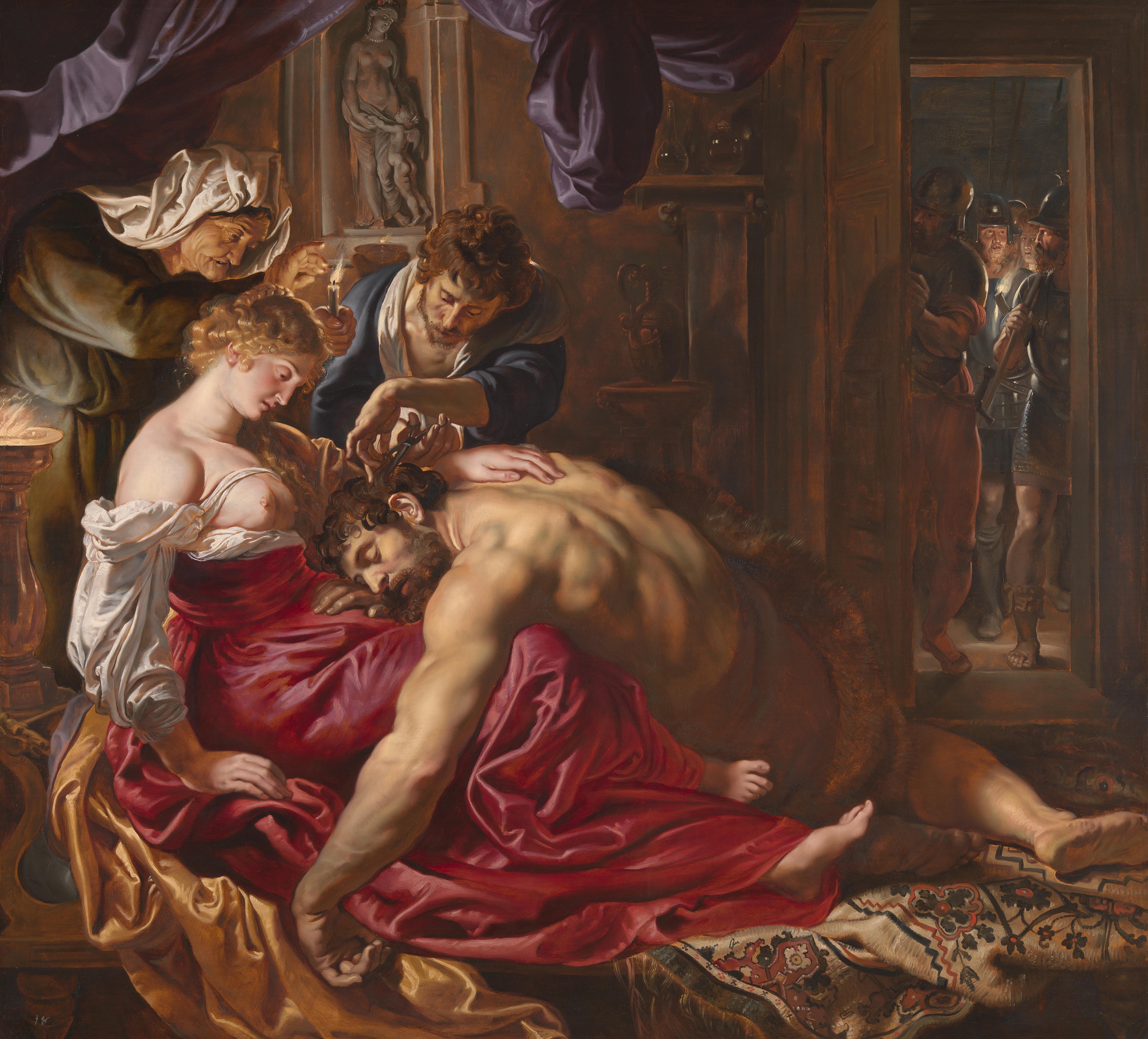
ピーテル・パウル・ルーベンス『サムソンとデリラ』1609-1610年頃 ロンドン・ナショナル・ギャラリー所蔵